# On the Frontier
On the Frontier: A Melodrama in Two Acts, de WH Auden i Christopher Isherwood, va ser la tercera i última obra de la col·laboració Auden-Isherwood, publicada per primera vegada el 1938.
L'obra narra la història de l'esclat de la guerra entre els ficticis països europeus d'Ostnia i Westland. Algunes de les accions tenen lloc a l'"Ostnia-Westland Room", un entorn imaginari en què dues habitacions, una en una llar ostniana, una en una llar de Westland, ocupen cadascuna la meitat de l'escenari i la família d'una casa no té coneixement de la família a l'altra, tot i que el fill i la filla de les dues famílies senten l'existència mútua. Altres escenes tenen lloc al despatx del dictador Westland. L'obra acaba en una escena visionària entre els dos amants que no s'han conegut mai a la vida real.
L'obra es va produir l'octubre de 1938 al Cambridge Arts Theatre, en una producció del Group Theatre (London). La música incidental de l'obra va ser composta per Benjamin Britten.